# 833 (numero)
Ottocentotrentatré (833) è il numero naturale dopo l'832 e prima dell'834.

## Proprietà matematiche
- È un numero dispari.
- È un numero composto con 6 divisori: 1, 7, 17, 49, 119, 833. Poiché la somma dei suoi divisori (escluso il numero stesso) è 193 < 833, è un numero difettivo.
- È un numero congruente.
- È un numero felice.
- È un numero malvagio.
- È un numero intero privo di quadrati.
- È un numero nontotiente in quanto dispari e diverso da 1.
- È un numero palindromo e un numero ondulante nel sistema posizionale a base 12 (595) e in quello a base 26 (161).
- È un numero ottagonale.
- È parte delle terne pitagoriche (392, 735, 833), (833, 840, 1183), (833, 1056, 1345), (833, 2856, 2975), (833, 7056, 7105), (833, 20400, 20417), (833, 49560, 49567), (833, 346944, 346945).

## Astronomia
- 833 Monica è un asteroide della fascia principale del sistema solare.
- NGC 833 è una galassia a spirale della costellazione della Balena.
- Gliese 833 è una stella che si trova a circa 47,5 anni luce di distanza dal Sistema solare.

## Astronautica
- Cosmos 833 è un satellite artificiale russo.